# Radkan
Radkan és una torre funerària de l'Iran, de construcció islàmica medieval. L'alçada de la torre és de gairebé 6 metres i el diàmetre de 35 metres.
És el monument nacional de l'Iran número 145 i es troba en una vall aïllada de les muntanyes Elburz a 70 km de la vila de Nika al Mazanderan. Un altre monument (torre funerària) amb el mateix nom es troba al Khurasan, prop de Tus. Es distingeixen com a Radkan de l'oest i Radkan de l'est (Mil-i Radkan).
La torre de l'oest està dedicada al ispabadh bawàndida Abu-Jàfar Muhàmmad ibn Wandarín i fou construïda vers 1016-1021 quan vivia el sobirà, però la dinastia havia perdut el poder el 1006 després que l'ispabadh Shariyar s'havia revoltat contra el ziyàrida Qabus ibn Wuixmaguir i només quedaven alguns prínceps que conservaven un poder local en llocs aïllats.